# ریموند ششم، کنت تولوز
ریموند ششم، کنت تولوز (اکسیتان: Ramon؛ ۲۷ اکتبر ۱۱۵۶ – ۱ اوت ۱۲۲۲)، کنت تولوز از سال ۱۱۹۴ تا ۱۲۲۲ میلادی بود. وی پسر ریموند پنجم، کنت تولوز و کنستانس فرانسه بود. وی در جریان جنگ صلیبی کاتاری، با صلیبیون و پاپ درگیر شد.

## ابتدای زندگی
ریموند پسر ریموند پنجم، کنت تولوز و کنستانس فرانسه در سنت-ژیل در گار به دنیا آمد. از سمت مادری، نوه لوئی ششم، پادشاه فرنسه به حساب می‌آمد. پس از مرگ پدرش در سال ۱۱۹۴، وی به عنوان جانشین وی وارث کنت‌نشین تولوز شد. وی بلافاصله با آلفونسوی دوم و خاندان ترنکاول صلح کرد.

## جنگ صلیبی کاتاری

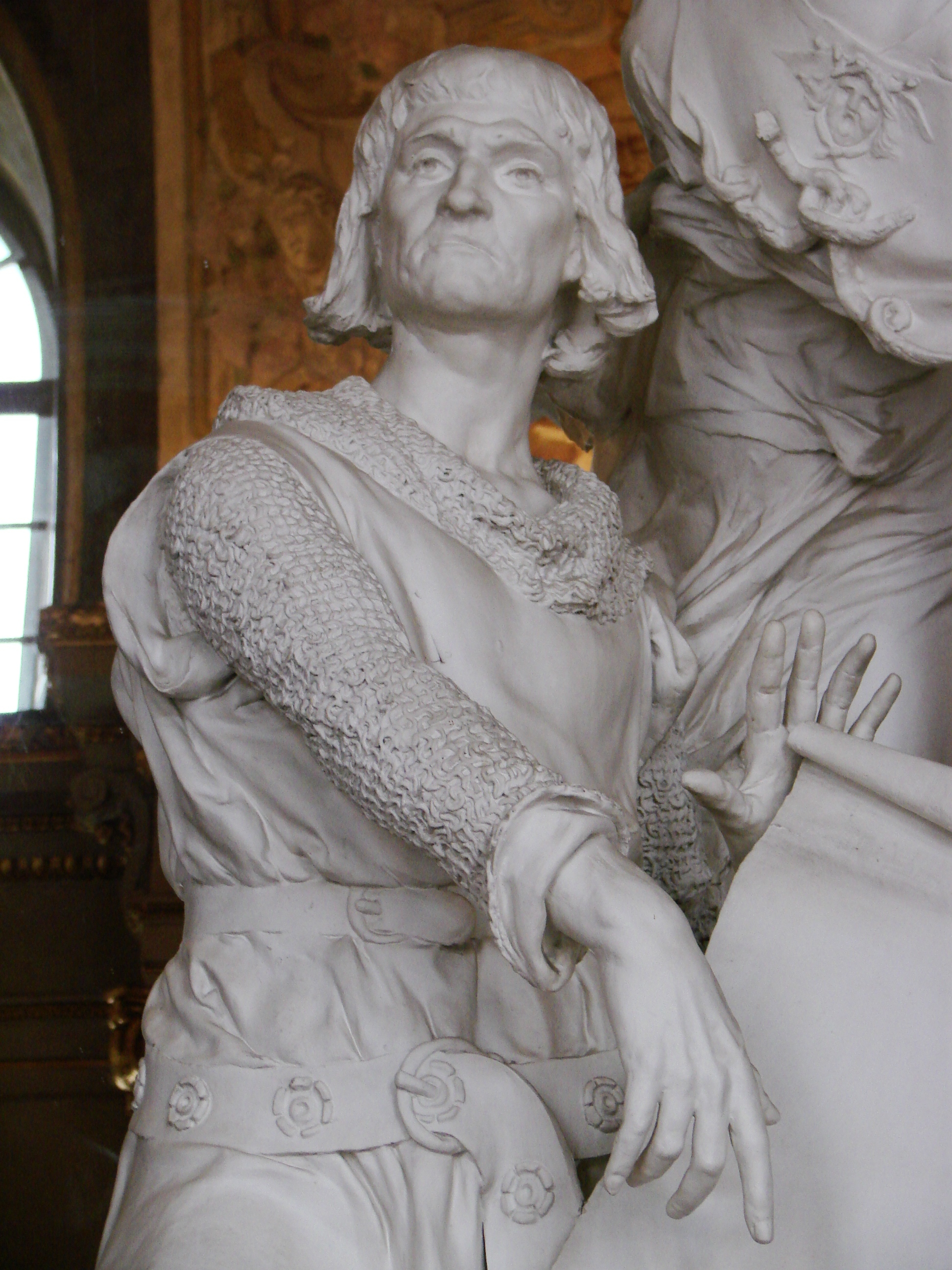
مجسمه ریموند ششم

### حوادث منتهی به جنگ
در سال ۱۱۹۸، پاپ اینوسنت سوم گرفت که با کاتارها مقابله کند و به همین جهت نمایندگان را برای ارزیابی شرایط به استان لانگداک فرستاد. کاتارها لانگداک در این زمان احترام مناسبی برای پادشاه فرانسه یا کلیسای محلی کاتولیک قائل نبودند، و رهبران آنها نیز از حمایت اشراف قدرتمند برخوردار بودند، که تمایل آشکاری به استقلال از پادشاه داشتند. به همین جهت، بسیاری از اشراف قدرتمند علی‌رغم سبک زندگی دشوارشان پذیرفتند. با این شرایط، اینوسنت ناامید از شرایط اجتماعی و سیاسی لانگداک، به فیلیپ دوم، پادشاه فرانسه، روی آورد و از وی خواست که ریمون ششم را مجبور به مقابله با بدعت‌گذاران بکند یا او را از مقامش به‌صورت نظامی خلع کند. در سال ۱۲۰۴، پاپ به کسانی که مایل به شرکت در جنگ صلیبی علیه کاتارها بودند، همان پیشنهاد صلیبیون حاضر در شرق را داد. با این حال، فیلیپ که با جان، پادشاه انگلستان درگیر بود، تمایلی به دگیری در لانگداک نداشت. از این رو این طرح متوقف شد.
یکی از اشراف قدرتمند، ریمون ششم، کنت تولوز، بود که اگرچه عقاید کاتارها را نپذیرفت اما با کاتاریسم و جنبش استقلال‌طلبانه آنها همدل بود. وی از کمک به هیئت اعزامی از جانب پاپ امتناع کرد تا در مه سال ۱۲۰۷ تکفیر و امتیازات دینی در قلمروی خود محروم شد. اینوسنت در این زمان سعی کرد با روش‌های دیپلماتیک با شرایط برخورد کند بنابراین گروهی از واعظان را که برخی از آنها راهبان سیسترسی بودند، فرستاد تا کاتارها به کیش کاتولیک بازگردانند. این گروه تحت رهبری نمایندهٔ ارشد و تام‌الاختیار پاپ، پیر دو کاستلنو بودند. واعظان توانستند گروهی از مردم به مذهب کاتولیک بازگردانند اما گروه‌های بسیاری نپذیرفتند. پیر در لانگداک به‌شدت بدنام و منفور بود و حتی یکبار برای به قتل نرسیدن مجبور به فرار شد. در ۱۳ ژانویه ۱۲۰۸، ریمون به امید بخشایش و تبرئه شدن با پیر دو کاستلنو دیدار کرد. بحث میان آنها به خوبی پیش نرفت و ریمون دو کاستلنو را پس از تهدید جانی از کاخ خود بیرون کرد. صبح روز بعد، پیر دو کاستلنو توسط یکی از شوالیه‌های ریمون کشته شد. اینوسنت سوم مدعی شد که ریمون دستور قتل تماینده‌اش را داده‌است.
پس از این حادثه، پاپ اینوسنت تکفیر ریمون را اعلام کرد. با این حال، ریمون نمایندگان خود را به رم فرستاد تا با کلیسا صلح کند. پس از دادن هدایا توسط نمایندگان ریمون، صلح میان تولوز و رم برقرار و تکفیر ریمون لغو شد. در شورای آوینیون در سال ۱۲۰۹، ریمون به‌دلیل عمل‌نکردن به تعهداتش مجدداً تکفیر کرد. پس از این، اینوسنت با بیان این مسئله که «اروپای عاری از بدعت، بهتر می‌تواند از مرزهایش در مقابل هجوم مسلمانان دفاع کند»، جنگ صلیبی جدید علیه کاتارها اعلان کرد. دورهٔ زمانی جنگ صلیبی کاتاری مصادف با جنگ صلیبی پنجم و ششم که در اراضی مقدس بود.

### شکست
در میانهٔ سال ۱۲۰۹، تزدیک به ۱۰ هزار نفر از صلیبیون در لیون قبل از حرکت به سمت جنوب جمع شدند. شمار بسیاری از نیروها از شمال فرانسه بودند، و حتی داوطلبانی از انگلستان برای شرکت در جنگ صلیبی خود را به لیون رسانده بودند. پس از جمع شدن کامل نیروها، صلیبیون عازم مون‌پلیه و اراضی ریمون راجر ترنکاول شدند تا کاتارهای اطراف آلبی و کارکاسون هدف قرار دهند. ترنکاول، کنت فوآ، و برادرزاده ریمون تولوز، از حامیان جنبش کاتارها بودند. وی قول داده بود که از شهر بزیه در مقابل صلیبیون دفاع کند اما بعد شنیدن رسیدن ارتش صلیبی، شهر را ترک و عازم کارکاسون شد تا در آنجا مواضع دفاعی خود را آماده کند.
در ۲۱ ژوئیه ۱۲۰۹، صلیبیون تحت رهبری نماینده پاپ، ارنو امالریک، محاصره شهر را آغاز کردند. صلیبیون پس از محاصره خواستار بیرون آمدن کاتولیک‌های شهر و تسلیم‌شدن کاتارها شدند. اما هیچ‌یک طبق دستور صلیبیون عمل نکردند. شهر روز بعد زمانی که یورش مدافعان به صلیبیون ناکام ماند، سقوط کرد و تمام جمعیت شهر سلاخی شد.
پس از ادامه فتوحات و پیشروی صلیبیون به رهبری سیمون و فتح مناطفی همچون لاستو و قلعه کاباره، برای مقابله با صلیبیون، کاتارها رو به پدروی دوم آراگون آوردند و از وی درخواست کمک کردند. تاج آراگون، تحت رهبری پدروی دوم با کنت‌نشین تولوز دیگر مخالفان سیمون متحد شد. نیروهای ائتلاف پدرو با نیروهای سیمون در ۱۲ سپتامبر در نبرد موره درگیر شد. تعداد نیروهای صلیبی بیشتر از نیروهای ائتلاف بود. پدرو و سیمون، هردو نیروهای خود را در سه ردیف سازماندهی کردند. اولین خطوط صلیبیون عقب رانده شد اما سیمون توانست حمله‌ای از جناحین به سواره نظام نیروهای ائتلاف ترتیب دهد. در این حین پدرو به زمین‌خورد و کشته شد. نیروهای ائتلاف با شنیدن خبر مرگ پدرو با سردرگمی عقب‌نشینی کردند. عقب‌نشینی نیروهای ائتلاف این فرصت را به سیمون داد که بخش‌های شمالی تولوز را فتح کند.

### ضدحمله و پیروزی‌ها
ریمون ششم همراه با پسرش، در آوریل ۱۲۱۶ به منطقه بازگشتند و توانستند ارتش قابل توجهی از شهرهای جمع کنند. بوکر در ماه مه محاصره و پس از سه ماه شهر تسلیم نیروهای ریمون شد. تلاش‌های سیمون برای فتح مجدد شهر نیر ناکام ماند. اینوسنت سوم در ژوئیه ۱۲۱۶ به‌طور ناگهانی درگذشت تا آشفتگی و هرج‌ومرجی در جبههٔ صلیبیون به وجود بیاید. در این زمان فرمان جنگ به فیلیپ دوم رسید که هنوز تمایلی به جنگ در جبهه لانگداک نداشت. در این زمان، وی به‌شدت با پادشاه انگلستان درگیر بود.
پس از سقوط بوکر، مونتفورت که درصدد فتح بیگور در غرب بود، با شورش تولوز مواجه شد و نیروهایش در دسامبر ۱۲۱۶ در لورد عقب رانده شدند. در ۱۲ سپتامبر ۱۲۱۷، ریمون توانست تولوز را بدون هیچ جنگی و زمانی که سیمون مونتفورت در ناحیه فوآ بود، تصرف کند. سیمون با عجله به تولوز بازگشت اما نیروهایش برای بازپس‌گیری شهر کافی نبود. در پاسخ به درخواست پاپ هونوریوس سوم، جنگ صلیبی جدیدی آغاز گشت، مونتفورت محاصره تولوز را در بهار ۱۲۱۸ از سر گرفت. در ۲۵ یا ۲۹ ژوئن، در حالی صلیبیون در حال دفع حمله نیروهای ریمون بودند، سیمون توسط سنگی از ادوات دفاعی تولوز که پرتاب شده بود، کشته شد. تولوز همچنان تحت کنترل ریمون ماند و صلیبیون مجبور به عقب‌نشینی شدند. براساس گزارش‌ها ادوات دفاعی شهر توسط زنان و دختران تولوز کنترل می‌شد.

## مرگ
با وجود مرگ سیمون، جنگ صلیبی همچنان ادامه یافت. فیلیپ از فرماندهی امتناع کرد اما موافقت کرد پسرش، شاهزاده لوئی، (که برای حضور در این جنگ اکراه داشت) را به همراه ارتشی عازم جنوب کند. حرکت وی به سمت جنوب در ماه مه با عبور از پوآتو آغاز شد. در ژوئن، ارتشی تحت فرماندهی آموری مونتفورت، پسر سیمون مونتفورت، همراه با ارتش لوئی مارماند را محاصره کردند. پس از تسخیر مارماند، لوئی اقدام به بازپس‌گیری تولوز کرد، اما پس از ۶ هفته محاصره، ارتش لوئی محاصره رها و با خانه بازگشت. کاستلنوداری نیز توسط ارتش ریمون هفتم مجدداً فتح شد. آموزی بار دیگر شهرا را از ژوئیه ۱۲۲۰ تا مارس ۱۲۲۱ محاصره کرد اما قلعه در برابر این محاصره هشت‌ماهه مقاومت کرد. در سال ۱۲۲۱، موفقیت ریمون و پسرش ادامه یافت: مونتریال و فانژو مجدداً فتح شد و بسیاری از کاتولیک‌ها مجبور به فرار شدند. در سال ۱۲۲۲، ریمون هفتم تمامی اراضی که از دست رفته بود، بازپس‌گرفت. در همان سال ریمون ششم درگذشت تا پسرش ریمون هفتم جانشین وی شود. در ۱۴ ژوئیه ۱۲۲۳ فیلیپ دوم نیز درگذشت تا لوئی [هشتم] به‌عنوان پادشاه فرانسه تاج‌گذاری کند. در سال ۱۲۲۴ آموری کارکاسون را رها کرد تا ریمون برای فتح مجدد منطقه عازم شود. و در همان سال، آموری مابقی اراضی خود در منطقه را به لوئی هشتم، پادشاه فرانسه واگذار کرد.